# Temporada 1999-2000 de los Utah Jazz
La temporada 1999-2000 fue la vigesimosexta de los Jazz en la NBA, y la vigesimoprimera en su ubicación en Salt Lake City, tras cinco temporadas en Nueva Orleans. La temporada regular acabó con 62 victorias y 20 derrotas, ocupando el primer puesto de la Conferencia Oeste, clasificádose para los playoffs, en los que cayeron en las semifinales de conferencia ante los Portland Trail Blazers.

## Elecciones en elDraft
| Ronda | Puesto | Jugador          | Posición | Nacionalidad   | Universidad   |
| ----- | ------ | ---------------- | -------- | -------------- | ------------- |
| 1     | 19     | Quincy Lewis     | Alero    | Estados Unidos | Minnesota     |
| 1     | 24     | Andrei Kirilenko | Alero    | Rusia          |               |
| 1     | 28     | Scott Padgett    | Alero    | Estados Unidos | Kentucky      |
| 2     | 58     | Eddie Lucas      | Escolta  | Estados Unidos | Virginia Tech |

## Temporada regular
| División Medio Oeste     | División Medio Oeste | División Medio Oeste | División Medio Oeste | División Medio Oeste | División Medio Oeste | División Medio Oeste | División Medio Oeste | División Medio Oeste |
| Equipo                   | G                    | P                    | %                    | PD                   | Casa                 | Fuera                | Div                  |                      |
| ------------------------ | -------------------- | -------------------- | -------------------- | -------------------- | -------------------- | -------------------- | -------------------- | -------------------- |
| y-Utah Jazz              | 55                   | 27                   | .671                 | –                    | 31–10                | 24–17                | 14–10                |                      |
| x-San Antonio Spurs      | 53                   | 29                   | .646                 | 2                    | 31–10                | 22–19                | 16–8                 |                      |
| x-Minnesota Timberwolves | 50                   | 32                   | .610                 | 5                    | 26–15                | 24–17                | 18–6                 |                      |
| Dallas Mavericks         | 40                   | 42                   | .488                 | 15                   | 22–19                | 18–23                | 12–12                |                      |
| Denver Nuggets           | 35                   | 47                   | .427                 | 20                   | 25–16                | 10–31                | 10–14                |                      |
| Houston Rockets          | 34                   | 48                   | .415                 | 21                   | 22–19                | 12–29                | 8–16                 |                      |
| Vancouver Grizzlies      | 22                   | 60                   | .268                 | 33                   | 12–29                | 10–31                | 6–18                 |                      |

## Playoffs

### Primera ronda
Utah Jazz vs. Seattle SuperSonics 
| Fecha       | Partido                               | Ciudad         |
| ----------- | ------------------------------------- | -------------- |
| 22 de abril | Utah Jazz 104, Seattle SuperSonics 93 | Salt Lake City |
| 24 de abril | Utah Jazz 101, Seattle SuperSonics 87 | Salt Lake City |
| 29 de abril | Seattle SuperSonics 89, Utah Jazz 78  | Seattle        |
| 3 de mayo   | Seattle SuperSonics 104, Utah Jazz 93 | Seattle        |
| 5 de mayo   | Utah Jazz 96, Seattle SuperSonics 93  | Salt Lake City |
|             | Utah Jazz gana las series 3-2         |                |

### Semifinales de conferencia
Portland Trail Blazers  vs. Utah Jazz
| Fecha      | Partido                                    | Ciudad         |
| ---------- | ------------------------------------------ | -------------- |
| 7 de mayo  | Portland Trail Blazers 94, Utah Jazz 75    | Portland       |
| 9 de mayo  | Portland Trail Blazers 103, Utah Jazz 85   | Portland       |
| 11 de mayo | Utah Jazz 84, Portland Trail Blazers 103   | Salt Lake City |
| 14 de mayo | Utah Jazz 88, Portland Trail Blazers 85    | Salt Lake City |
| 16 de mayo | Portland Trail Blazers 81, Utah Jazz 79    | Portland       |
|            | Portland Trail Blazers gana las series 4-1 |                |

## Estadísticas

### Temporada regular
| Jugador        | PJ | PT | MPP  | %TC  | %3P  | %TL   | RPP | APP | ROB | TPP | PPP  |
| -------------- | -- | -- | ---- | ---- | ---- | ----- | --- | --- | --- | --- | ---- |
| Karl Malone    | 82 | 82 | 35.9 | .509 | .250 | .797  | 9.5 | 3.7 | 1.0 | .9  | 25.5 |
| Bryon Russell  | 82 | 70 | 35.4 | .446 | .396 | .750  | 5.2 | 1.9 | 1.6 | .3  | 14.1 |
| Jeff Hornacek  | 77 | 77 | 27.7 | .492 | .478 | .950  | 2.4 | 2.6 | .9  | .2  | 12.4 |
| John Stockton  | 82 | 82 | 29.7 | .501 | .355 | .860  | 2.6 | 8.6 | 1.7 | .2  | 12.1 |
| Howard Eisley  | 82 | 5  | 25.6 | .418 | .368 | .824  | 2.1 | 4.2 | .7  | .1  | 8.6  |
| Armen Gilliam  | 50 | 0  | 15.6 | .436 | .000 | .779  | 4.2 | .8  | .2  | .3  | 6.7  |
| Olden Polynice | 82 | 79 | 22.2 | .510 | .500 | .311  | 5.5 | .5  | .4  | 1.0 | 5.3  |
| Greg Ostertag  | 81 | 3  | 19.8 | .464 | .000 | .636  | 6.0 | .2  | .2  | 2.1 | 4.5  |
| Quincy Lewis   | 74 | 0  | 12.1 | .372 | .365 | .731  | 1.5 | .5  | .3  | .2  | 3.8  |
| Jacque Vaughn  | 78 | 0  | 11.3 | .416 | .412 | .750  | .8  | 1.6 | .4  | .0  | 3.7  |
| Scott Padgett  | 47 | 9  | 9.2  | .314 | .295 | .704  | 1.9 | .5  | .3  | .2  | 2.6  |
| Adam Keefe     | 62 | 3  | 9.7  | .408 | .000 | .806  | 2.2 | .5  | .3  | .2  | 2.2  |
| Pete Chilcutt† | 26 | 0  | 8.6  | .355 | .100 | 1.000 | 1.7 | .4  | .2  | .2  | 1.8  |

### Playoffs
| Jugador        | PJ | PT | MPP  | %TC  | %3P   | %TL  | RPP | APP  | ROB | TPP | PPP  |
| -------------- | -- | -- | ---- | ---- | ----- | ---- | --- | ---- | --- | --- | ---- |
| Karl Malone    | 10 | 10 | 38.6 | .520 | 1.000 | .810 | 8.9 | 3.1  | .7  | .7  | 27.2 |
| Bryon Russell  | 10 | 10 | 37.1 | .421 | .289  | .756 | 5.2 | 2.1  | 1.6 | .5  | 14.0 |
| Jeff Hornacek  | 10 | 10 | 29.7 | .422 | .409  | .833 | 3.0 | 3.3  | 1.0 | .0  | 11.5 |
| John Stockton  | 10 | 10 | 35.0 | .461 | .389  | .767 | 3.0 | 10.3 | 1.3 | .2  | 11.2 |
| Olden Polynice | 10 | 10 | 26.0 | .538 |       | .500 | 6.6 | .5   | .3  | .8  | 5.9  |
| Howard Eisley  | 10 | 0  | 20.0 | .309 | .474  | .889 | 1.8 | 1.9  | .6  | .1  | 5.1  |
| Jacque Vaughn  | 7  | 0  | 9.6  | .357 | .500  | .875 | 1.7 | 1.6  | .6  | .1  | 4.0  |
| Greg Ostertag  | 8  | 0  | 21.5 | .526 |       | .455 | 5.6 | .3   | .3  | 2.1 | 3.8  |
| Armen Gilliam  | 10 | 0  | 13.2 | .326 |       | .385 | 2.9 | .4   | .4  | .4  | 3.5  |
| Quincy Lewis   | 8  | 0  | 13.3 | .370 | .333  | .800 | 1.9 | .3   | .4  | .9  | 3.3  |
| Scott Padgett  | 8  | 0  | 7.4  | .375 | .333  |      | 2.1 | .6   | .1  | .3  | 1.9  |

## Galardones y récords
| Jugador       | Galardón                              |
| Karl Malone   | 2.º Mejor quinteto de la NBA All-Star |
| John Stockton | All-Star                              |